# 3871 Reiz
3871 Reiz è un asteroide della fascia principale. Scoperto nel 1982, presenta un'orbita caratterizzata da un semiasse maggiore pari a 3,1894859 UA e da un'eccentricità di 0,0902137, inclinata di 15,64032° rispetto all'eclittica.